# 로베르토 만치니
로베르토 만치니(이탈리아어: Roberto Mancini, 1964년 11월 27일, 이탈리아 이에시 ~ )는 이탈리아 출신의 축구 감독이자 전 축구 선수이다.

## 선수 경력
어디가니 런치니는 포지션이 스트라이커였으며 UC 삼프도리아와 SS 라치오에서 4차례의 코파 이탈리아 우승과 1차례의 리그 우승, 1991-92 유러피언컵 결승 진출에 일조하였다. 2001년 레스터 시티를 마지막으로 선수 생활을 마감하였다.

## 감독 경력
피오렌티나에서 감독 생활을 시작하여 코파 이탈리아 우승으로 올려놓았다. 이후 SS 라치오를 이끌며 2004년 코파 이탈리아 대회 우승으로 장식하였으며, 2004년 FC 인테르나치오날레 밀라노의 감독에 부임하여 2005년부터 2008년까지 3시즌 연속 리그 우승과 2차례의 코파 이탈리아 우승, 2차례의 이탈리아 슈퍼컵 우승 등을 이룩하여 이름값을 하였다. 그러나 UEFA 챔피언스리그에서 별다른 성과를 이루지 못하였기 때문에 2007-08 시즌 이후 경질되었다.
2009년 12월에 맨체스터 시티의 감독으로 부임하여 팀을 지휘하고 있다. 그는 맨체스터 시티 FC의 고질적인 문제점으로 지적된 수비 불안을 보완하여, 초반부터 무실점 완승 행진을 거두었다. 2012년 5월 14일, 2011-2012시즌 마지막 38라운드 퀸즈 파크 레인저스 FC와의 홈 경기 때 모두들 놀라움을 감출 수가 없었다. 전후반 90분이 지나고 1 – 2로 지고 있을 무렵, 추가 시간에 에딘 제코가 두 번째 골을 성공시켰다. 그 다음 세르히오 아구에로가 결승골인 세 번째 골을 성공시켰고 결국 맨체스터 시티가 프리미어리그에서 우승하였다.
하지만 드라마틱한 우승에도 불구하고 경기력에 대한 의문은 꾸준히 제기되었으며 위건에게 2012/2013 FA컵 우승을 내주고 시즌을 무관으로 마치자 즉각 경질되었다. 그뒤 2013년 9월 튀르키예 쉬페르리그의 명문구단 갈라타사라이의 감독으로 부임했다.
그러나 갈라타사라이에서 1년만에 나와야 했으며, 이후 2014년 11월 15일 그가 감독을 했었던 FC 인테르나치오날레 밀라노로 다시 돌아오게 되었다.
2018년 이탈리아 축구 국가 대표팀이 2018 러시아 월드컵에서 충격적인 지역 예선 탈락을 한 이후 이탈리아 대표팀 감독으로 부임하게 되었고 만치니 감독은 이탈리아 축가 국가 대표팀을 재건시켜야하는 막중한 업무를 맡게되었다.
로베르토 만치니 감독은 그동안의 감독 경력을 살려, 자신의 색깔을 정착하여 최적의 조합을 맞추는데 초점을 두었고 3년동안 무려 60명 이상의 선수가 대표팀을 거치게되었다. 첫번째 과제는 2018-19 UEFA 네이션스 리그였다. 폴란드, 포르투갈과 한조에 편성되었다. 하지만 호날두없이도 살아남을수있는 전술을 과감히 감행한 페르난두 산투스 감독의 포르투갈에게 1무1패를 기록하여 결승 토너먼트 진출은 아쉽게도 좌절되고 말았다. 그러나 A 리그에 잔류하는데 성공하였다.
그 이후에는 우크라이나,미국과의 평가전을 각각 1 – 1 무승부, 1 – 0승리로 마치고 쉴틈없이 진행해야되는 두번째 과제가 나왔는데 바로 UEFA 유로 2020 예선이었다.
그리스, 보스니아 헤르체고비나, 아르메니아,리히텐슈타인, 핀란드와 한조에 편성되었지만 예전같지 않을것이라는 평가가 많았었다. 그러나 그와 정반대가 되는 압도적인 경기운영력을 보여주며 10전 전승이라는 괄목할만한 성적을 내며 가장 먼저 예선을 통과하여 본선진출을 확정짓는 기염을 토하였다.
하지만 코로나19 펜데믹의 영향으로 대회가 1년 연기되어 그 압도적인 경기력을 본선에서 보여줄수 없었다.
그런 아쉬움속에서 세번째로 주어진 과제는 2020-21 UEFA 네이션스 리그였다. 전 대회에 이어 폴란드와 다시 만나게되었고 보스니아 헤르체고비나, 네덜란드와 한조에 편성되었다. 조별리그 첫 경기인 보스니아와 1 – 1 무승부를 거두었지만 폴란드, 네덜란드에게 각각 1승1무를 거두고 보스니아와의 최종전에서 2 – 0으로 승리하여 추가 1승을 거두어 총 성적 3승3무로 결승 토너먼트에 진출하는데 성공하였다.
그 이후엔 2022 카타르 월드컵 유럽지역예선에서 3전 전승을 거두고, 산마리노,체코와의 평가전에서도 대승을 거두어 무패행진을 이어나갔다. UEFA 유럽 축구 선수권 대회 2020 본선 A조에 편성되었는데 튀르키예,스위스,웨일스와 한조로 편성되었다.
이번 대회는 로베르토 만치니의 지도력을 테스트할 수 있는 본시험이었기에 그 어느때보다도 제일 중요한 순간이었다.
하지만 그럼에도 이탈리아 축구협회로부터의 신뢰는 두터웠고 유로 2020 본선 개막 이전에 로베르토 만치니 감독과 계약 연장을 체결하였고, 만치니 감독은 "월드컵, 유로, 네이션스 리그를 모두 우승하는 것이 앞으로의 목표"라고 구체적인 포부를 밝혔다.
그렇게 개시된 로마에서 열린 튀르키예와의 개막전에선 많은 우려와 비관적인 평가들과 달리 사상 처음으로 3골차 이상의 대승을 거두어 기분좋은 시작을 알렸고, 스위스전에선 마누엘 로카텔리의 2골을 앞세워 3 – 0으로 승리하여 가장 먼저 토너먼트 진출확정을 성공시켰다.
웨일스와의 최종전에서는 1, 2차전에서 선발출전하지 않은 멤버들 위주로 편성하였음에도 전반 39분 프리킥 세트피스 상황에서 터진 페시나의 결승골로 3전 전승을 거두었다.
16강 오스트리아전에선 정규시간에 승부를 짓지못하였지만 교체로 들어간 페데리코 키에사의 선제골, 페시나의 추가골이 연달아 터지면서 2 – 1로 승리하였다.
8강 벨기에전에서는 벨기에의 수많은 유효 슈팅이 있었음에도 불구하고 침착한 수비 집중력으로 모두 막아내고, 바렐라의 선제골, 인시녜의 결승골을 앞세워서 우승후보로 불린 벨기에를 2대1로 완전히 무너뜨리고 준결승 진출을 성공하였다.
8강 벨기에전에서 스피나촐라의 도중이탈로 인하여 준결승 스페인전에선 스페인의 공세에 고전하는듯하였으나 후반15분경에 키엘사의 강력한 오른발 슈팅으로 선제골을 득점하는데 성공하였다.
후반 종료 10분전 알바로 모라타에게 동점골을 내주고, 연장전으로 돌입하였으나 양쪽 모두 추가득점에는 실패하고 승부차기로 돌입하였다. 로카텔리의 실축으로 어렵게 시작하였으나 다니 올모가 골대위로 공을 날려 동점이 되었고, 이탈리아는 4번째 키커까지 모두 성공하였으나, 모라타의 공이 돈나룸마에게 막히면서 스코어는 4대3이 되었다. 마지막 키커로 나선 조르지뉴가 골을 넣으면 결승진출이 확정되는순간이었는데, 조르지뉴가 골키퍼를 절묘하게 속여 마지막 골을 결정하여 결승 진출에 성공하였다.
결승전은 웸블리 스타디움에서 잉글랜드와 결승전을 치루게되었다. 전반 2분 루크 쇼에게 선제골을 빠르게 내주어 잉글랜드에게 우승을 내주는듯싶었으나, 이내 과감한 교체카드와 전술 수정으로 주도권을 되찾아왔고 후반 22분 코너킥 세트피스상황에서 끝까지 집중력을 잃지 않고 공격하여 레오나르도 보누치의 천금같은 동점골로 승부를 원점으로 돌렸다.
정규시간내에 양팀 모두 추가득점에 실패하여, 연장전으로 돌입하게 되었다. 몇차례 위협적인 기회를 잡았었지만 이번에도 승부의 균형은 깨지지 않았고 승부차기로 돌입하게 되었다.
2번째 키커인 벨로티는 실축한 반면 매과이어는 성공하여 잉글랜드가 2 – 1로 앞서게되었다. 하지만 3번째 키커부터 승부가 갈리기 시작하였는데 보누치는 성공시킨 반면 래쉬포드가 공을 포스트에 맞춰 2 – 2가 되었고 4번째 키커인 베르나르데스키는 성공, 산초가 돈나룸마의 선방에 막혀 연달아 실축, 마지막 키커인 조르지뉴가 픽포드의 선방에 막혀 스코어는 3대2, 마지막 키커인 사카가 넣을 경우 서든데스로 돌입할 수 있었지만 돈나룸마의 슈퍼 세이브로 사카마저 실축하며 이탈리아가 무려 53년만에 유로 2번째 우승을 달성하게 되었다.
로베르토 만치니 감독은 삼프도리아에서 선수로 뛰던 시절 요한 크루이프가 이끌던 "드림팀 멤버"들로 구성된 FC 바르셀로나에게 웸블리 스타디움에서 열린 UEFA 챔피언스리그 1991-92 결승에서 연장혈투끝에 1 – 0으로 패배하여 준우승으로 마친 아픔이 있었다.
하지만 그로부터 30년뒤 감독으로써 웸블리 스타디움에서 열린 유로 2020 결승에서는 이탈리아 축구 국가대표팀을 이끌고 우승이라는 괄목할만한 성과를 내었고 감격의 눈물을 흘리는 모습이 포착되어 화제를 불러일으키기도 했다.
로베르토 만치니 감독은 유로 2020 결승에서의 승리로 이탈리아 축구 국가대표팀의 최다 무패행진을 계속 이어나가는데 성공하였다.
로베르토 만치니 감독은 선수,감독 커리어 통틀어서 UEFA 챔피언스 리그, FIFA 월드컵, UEFA 유럽 축구 선수권대회 등 큰 대회의 트로피가 없어 큰 대회나 중요한 토너먼트에서는 강하지 않다는 인식이 깊게 깔려있었지만, 이번 유로 2020에서 총 7경기 5승 2무(준결승,결승은 승부차기끝에 승리.)로 우승을 성공하여, 큰 대회에 약하다는 인식을 종식시키는 쾌거를 달성하였다. 그러나 그는 이후 2022 카타르월드컵에서 이탈리아가 예선 플레이오프에서 북마케도니아에 0 – 1로 패하며 월드컵 본선진출이 좌절되는 굴욕을 당했다.
2023년 8월 13일, 이탈리아 대표팀 감독직을 사임하며 자리에서 물러났다. 8월 27일, 사우디아라비아 축구 국가대표팀 감독으로 부임했다.

## 기록

### 선수

#### 삼프도리아
- 세리에 A : 1990–91
- 코파 이탈리아 : 1984–85, 1987–88, 1988–89, 1993–94
- 수페르코파 이탈리아나 : 1991
- 유로피언컵 위너스컵 : 1989–90
- 유로피언컵 준우승 : 1991-92

#### 라치오
- 세리에 A : 1999–00
- 코파 이탈리아 : 1997–98, 1999–00
- 수페르코파 이탈리아나 : 1998
- UEFA컵 위너스컵 : 1998–99
- UEFA 슈퍼컵 : 1999

#### 이탈리아
- FIFA 월드컵 3위 : 1990
- 스카니아 100 대회 : 1991

### 감독

#### 피오렌티나
- 코파 이탈리아 : 2000-01

#### 라치오
- 코파 이탈리아 : 2003-04

#### 인테르나치오날레
- 세리에 A : 2005–06, 2006–07, 2007–08
- 코파 이탈리아 : 2004–05, 2005–06
- 수페르코파 이탈리아나 : 2005, 2006

#### 맨체스터 시티
- 프리미어리그 : 2011–12
- FA컵 : 2010–11
- 커뮤니티 실드 : 2012

#### 갈라타사라이
- 튀르키예 컵 : 2013–14

#### 이탈리아
- UEFA 유로 : 2020
- UEFA 네이션스리그 3위 : 2020-21, 2022-23

### 개인
- 구에린도르 : 1987–88, 1990–91
- 세리에 A 올해의 선수: 1996–97
- 이탈리아 올해의 선수: 1996–97
- 프리미어리그 이 달의 감독 : 10년 12월,[4] 11년 10월[5]
- 이탈리아 올해의 스포츠인 : 2019
- 판키나도르 : 2007-08
- 엔초 베아르초트 상 : 2019
- 이탈리아 축구 명예의 전당 : 2015
- 글로브 사커 올해의 감독 : 2021
- 월드 사커 올해의 감독 : 2021
- 골든풋 : 2017

#### 서훈
- 이탈리아 공화국 공로장 5등급 (Knight) : 1991
- 이탈리아 공화국 공로장 2등급 (Grand Officer) : 2021